# Boulton Paul Defiant

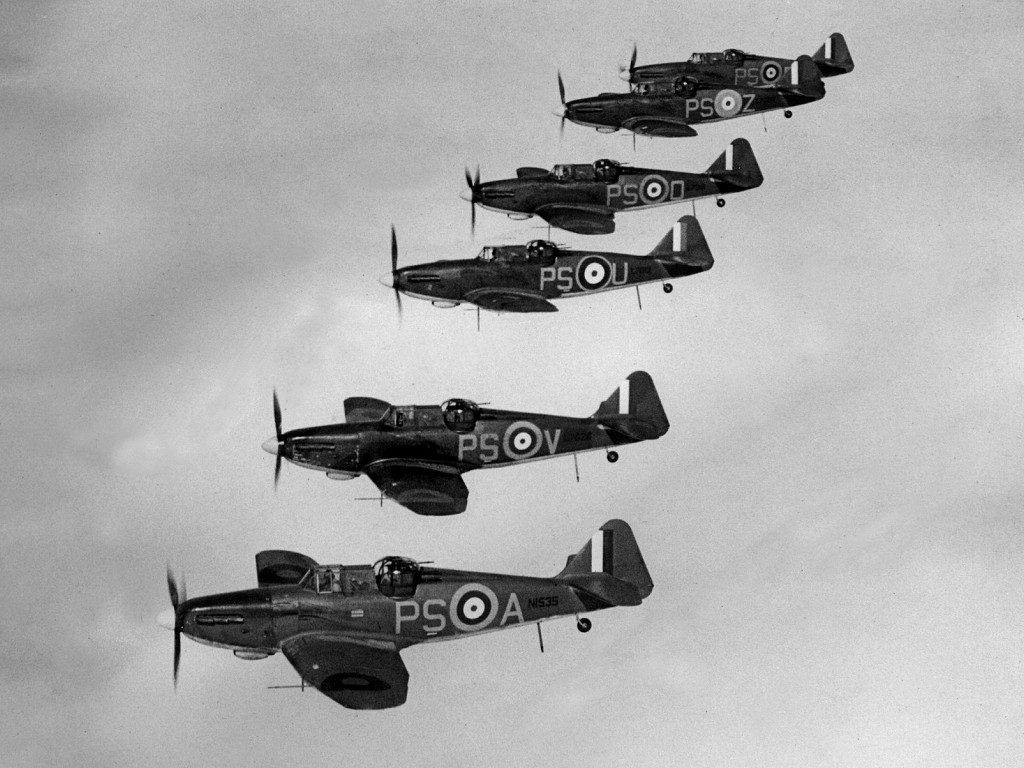
Boulton Paul Defiant im Formationsflug

Die Boulton Paul Defiant war ein zweisitziges Jagdflugzeug der Royal Air Force, das ab 1937 von der britischen Flugzeugbaugesellschaft Boulton Paul Aircraft Ltd gebaut wurde. Der Tiefdecker kam anfangs des Zweiten Weltkrieges in Frankreich und der Luftschlacht um England zum Einsatz.

## Geschichte
Die Boulton Paul Defiant galt bereits zur Zeit ihrer Indienststellung im Jahr 1939 als veraltet. Im Vergleich zu ihren Konkurrenten, der Supermarine Spitfire und Hawker Hurricane, mangelte es ihr an Wendigkeit. Zudem besaß sie keine Frontalbewaffnung, sondern einen manuell betriebenen Turm mit vier Maschinengewehren, der hinter der Pilotenkanzel angebracht war und nach hinten und seitlich feuern konnte. Feindliche Maschinen sollten im Parallelflug mit den seitlich gerichteten Waffen bekämpft werden.
Zu Beginn ihrer Indienststellung erzielte sie dennoch zeitweise einige Erfolge, als deutsche Piloten sie mit der Hawker Hurricane verwechselten und dann während des Angriffs überrascht feststellen mussten, dass diese Maschine nach hinten feuerte. So sollen Defiants bei der Evakuierung von Dünkirchen 65 deutsche Flugzeuge abgeschossen haben. Allerdings dauerte es nur kurze Zeit, bis sich die Piloten der Luftwaffe darauf einstellten und die britischen Flieger frontal angriffen. Daher beschloss die RAF im August 1940, die Defiant nicht mehr für Tageinsätze einzusetzen. Die Idee, den Waffenturm zu entfernen und in Flugrichtung feuernde Waffen einzubauen, wurde nicht weiter verfolgt, da es der RAF zu jener Zeit an genügend ausgebildeten Piloten mangelte, nicht aber an Flugzeugen.
Als Nachtjäger konnten mit der Defiant zu diesem Zeitpunkt zu Beginn des Krieges, als die Nachtjagd noch eine recht improvisierte Technik war, einige Erfolge erzielt werden. Während der Bombardierung Londons 1940/41 war sie der Nachtjägertyp mit den höchsten Abschusszahlen.
Ab 1942 wurde die Defiant nicht mehr in Kampfeinsätzen geflogen, sondern nur noch zum Training sowie zur See- und Luftrettung genutzt. Bis zu diesem Zeitpunkt waren 1.064 Maschinen dieses Typs gebaut worden. Der Defiant haftet bis heute der Ruf an, ein schlechtes Flugzeug gewesen zu sein. Die Piloten äußerten sich aber mehrheitlich positiv über ihr unkompliziertes Flugverhalten. Die größte Schwäche der Defiant war jedoch ihr Pflichtenheft, das für diese Maschine eine Einsatzrolle vorsah, die nicht mehr den Gegebenheiten der Luftkampfführung entsprach.

## Produktionszahlen
Die Defiant wurde in Großbritannien nur bei Boulton Paul gebaut.
| Version | Anzahl |
| ------- | ------ |
| F.I     | 713    |
| F.II    | 207    |
| T.T.I   | 140    |
| Summe   | 1060   |

| Jahr  | Jäger | Zielschlepper | Anzahl |
| ----- | ----- | ------------- | ------ |
| 1939  | 18    |               | 18     |
| 1940  | 366   |               | 366    |
| 1941  | 452   |               | 452    |
| 1942  | 84    | 125           | 209    |
| 1943  |       | 15            | 15     |
| Summe | 920   | 140           | 1060   |

## Technische Daten

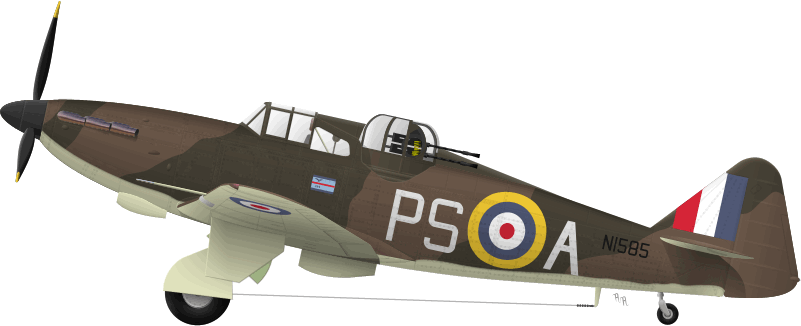
Boulton Paul Defiant Mk.I

| Kenngröße             | Daten                                                     |
| --------------------- | --------------------------------------------------------- |
| Besatzung             | 2                                                         |
| Länge                 | 10,77 m                                                   |
| Spannweite            | 11,99 m                                                   |
| Höhe                  | 3,45 m                                                    |
| Flügelfläche          | 23,23 m²                                                  |
| Flügelstreckung       | 6,2                                                       |
| Leermasse             | 2849 kg                                                   |
| maximale Startmasse   | 3821 kg                                                   |
| Triebwerk             | ein V12-Motor Rolls-Royce Merlin XX mit 1.280 PS (941 kW) |
| Höchstgeschwindigkeit | 504 km/h                                                  |
| Dienstgipfelhöhe      | 9250 m                                                    |
| Reichweite            | 748 km                                                    |
| Bewaffnung            | vier 7,7-mm-Browning-MG                                   |